# Дубінін Віталій Олексійович

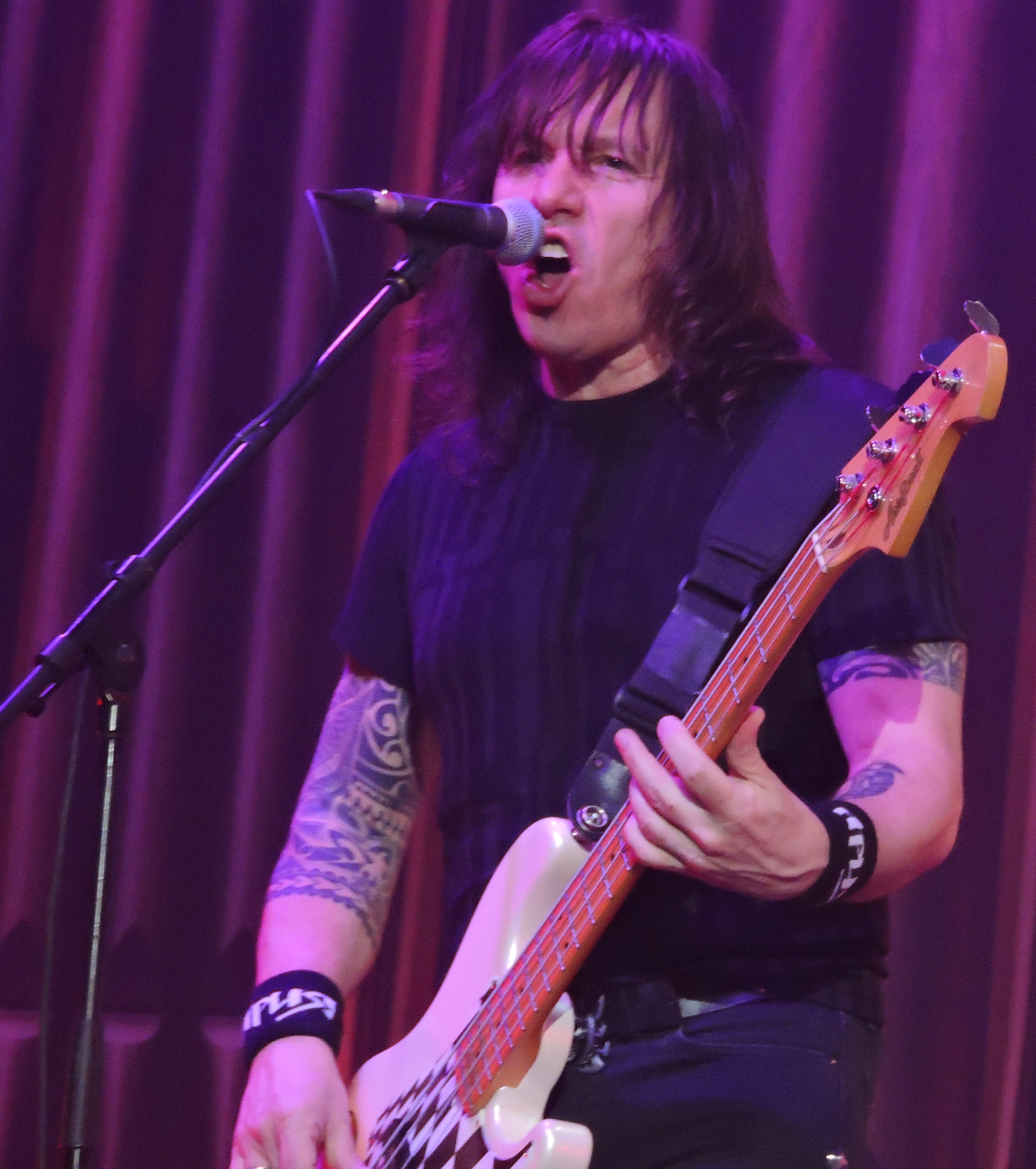
Віталій не тільки грає на бас-гітарі, але і співає

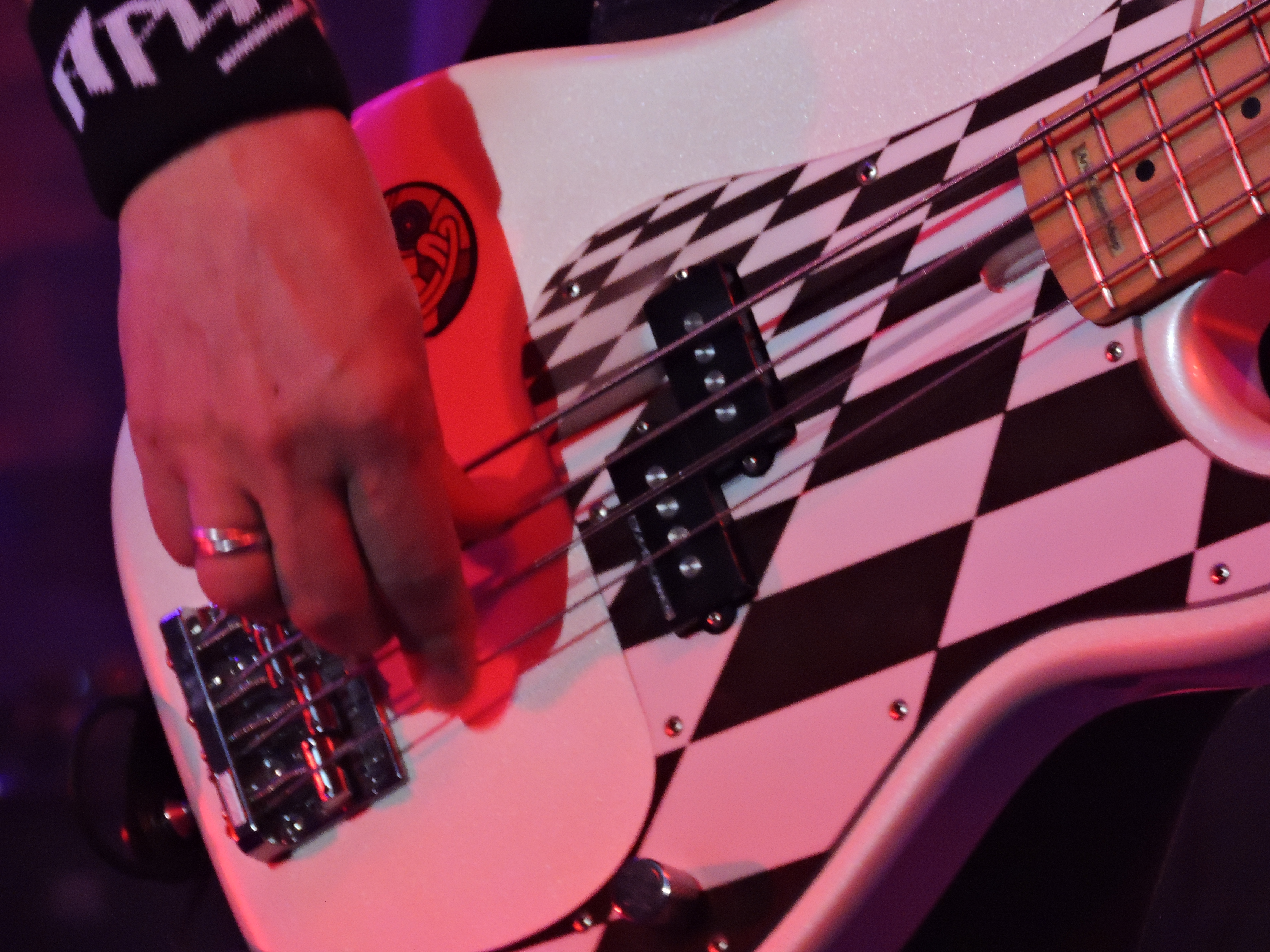
Віталій вже протягом багатьох років грає на бас-гітарі, показаній на фото

Віта́лій Олексійович Дубінін (рос. Виталий Алексеевич Дубинин, 9 жовтня 1958, Внуково) — радянський і російський рок-музикант, композитор, бас-гітарист і бек-вокаліст гурту «Арія», автор більшої частини композицій (написав понад 50 пісень). Його основним співавтором протягом багатьох років є університетський однокашник Володимир Холстінін. Має неформальне прізвисько «Дуб». Після відходу майже всього першого складу «Арії» є другим беззмінним учасником колективу.

## Біографія
Віталій народився 9 жовтня 1958 року в районі Внуково, міста Москви. Грав у шкільному ансамблі спочатку на барабанах, потім на бас-гітарі. У 1975 році вступив до Московського енергетичного інституту, де познайомився з Володимиром Холстініним. Разом з ним у 1976 році став засновником інститутської рок-групи «Чарівні сутінки» (рос. «Волшебные сумерки»), в якій був басистом і вокалістом, а також автором деякої частини репертуару.
Після розпаду групи в лютому 1983 року разом з Холстініним входить до першого складу гурту «Альфа», записавши через місяць альбом «Гуляка». Відігравши кілька концертів, пішов з гурту через відмову Саричева виступати на професійній сцені. У травні 1983 року стає вокалістом ВІА «Поющие сердца». Голос Віталія звучить на синглі групи 1984 року — «Диригує ДАІ». Покинув ансамбль у 1984 році заради навчання в Гнесінському училищі, яке закінчив за класом вокалу. З 1985 року виступав із сольною програмою, працюючи в Північно-Осетинській філармонії. У 1987 році знявся в кліпі на пісню Кріса Кельмі «Замикаючи коло».
Після розпаду першого складу «Арії», у 1987 році був запрошений Холстініним на місце Аліка Грановського як бас-гітарист. Від самого початку став постійним автором музики, написав ряд пісень, що здобули широку популярність («Штиль», «Улица Роз», «Осколок льда», «Там высоко», «Раскачаем этот мир»). Значну частину пісень написав разом з Володимиром Холстініним (в тому числі повністю альбом «Игра с огнем»), а також був співавтором усіх пісень, написаних Сергієм Мавріним. На початку 90-х Дубінін і Холстінін заснували студію «АРИЯ Records».
У групі навички Дубініна як вокаліста рідко були затребувані. Однак Віталій є постійним бек-вокалістом групи, а також виконує соло в піснях «Пытка тишиной», «Кровь королей», «Поле битвы» та «Феникс». Також в 1997 році разом з Холстініним вони записали і випустили спільний сайд-проект — альбом «Аварія». Він складався переважно з пісень «Арії», записаних в акустичному аранжуванні і з вокалом Віталія, а також двох його нових пісень «Ужас и страх» і «Такая вот печаль…», які не вкладалися в стиль «Арії».
Після «Судного дня» і розпаду «Арії» сформував разом з Холстініним новий склад групи з вокалістом Артуром Беркутом, гітаристом Сергієм Поповим і ударником Максимом Удаловим, який у 1987 році вже був учасником колективу і записав разом з групою альбом «Герой асфальта».
14 листопада 2011 року виступав у складі гурту «Арія» в Києві в НАУ, презентуючи новий альбом «Фенікс».
Віддає перевагу бас-гітарам фірми «Fender».
26 липня 2015 року незаконно відвідав АР Крим і був внесений до бази Центр «Миротворець»

## Цікаві факти
- Спочатку грав на бас-гітарі медіатором, але за два тижні освоїв гру пальцями і з тих пір грає тільки ними.
- Відомий своїми жартівливими висловами і розіграшами. Його жарт про те, що справжнє прізвище Кипєлова — Копилов, багатьма був сприйнятий всерйоз.
- На думку колишнього гітариста групи Андрія Большакова своїм успіхом «Арія» зобов'язана в першу чергу композиторському таланту Віталія Дубініна.

## Дискографія
| Рік випуску | Виконавець        | Реліз                                               | Тип релізу       | Участь              |
| ----------- | ----------------- | --------------------------------------------------- | ---------------- | ------------------- |
| 1983        | Волшебные сумерки | Лень [Архівовано 28 лютого 2019 у Wayback Machine.] | Пісня            | Спів, гітара        |
| 1983        | Альфа             | Гуляка (Расклейщик афиш)                            | Студійний альбом | Бас-гітара          |
| 1984        | Поющие сердца     | Дирижирует ГАИ                                      | Міні-альбом      |                     |
| 1987        | Крис Кельми       | Замыкая круг                                        | Пісня            | Спів                |
| 2010        | Margenta          | Цветок майорана                                     | Сингл            | Спів (пісні 4 та 5) |
| 2012        | Маврин            | Противостояние                                      | Студійний альбом | Спів (пісня 4)      |